# Dagenham East
Dagenham East è una stazione della linea District della metropolitana di Londra. È abbastanza poco trafficata per essere una stazione suburbana, con circa 2 milioni di uscite o ingressi all'anno.

## Storia
La stazione fu aperta come stazione della linea principale nel 1885 e fu chiamata Dagenham. Gli attuali edifici delle stazioni risalgono all'introduzione dei servizi elettrici nel 1932 e allo stile architettonico tipico delle ferrovie del periodo, con poche tracce residue delle origini vittoriane della stazione. Nel 1949 la stazione fu ribattezzata Dagenham East. Nel 2006 la stazione è stata ampiamente rinnovata.

## Strutture e impianti
Si trova nella Travelcard Zone 5.